# Contadini con bestiame che guadano un torrente
Contadini con bestiame che guardano un torrente è un dipinto di Nicolaes Berchem. Eseguito negli anni settanta del seicento, è conservato nella National Gallery di Londra.

## Descrizione
Si tratta di una delle molte scene di genere dall'atmosfera bucolica dipinte dal Berchem su ispirazione dei suoi soggiorni italiani.

## Attribuzione e datazione
L'attribuzione del dipinto è stata incerta fino a una pulizia effettuata nel 1981, che rese possibile accertare l'autenticità della firma e la ascrivibilità dell'opera agli anni settanta del secolo.